# Hemidactylus oxyrhinus
Hemidactylus oxyrhinus es una especie de gecos de la familia Gekkonidae.

## Distribución geográfica yhábitat
Es endémica de Abd al Kuri (Yemen). Su rango altitudinal oscila entre 0 y desconocido m s. n. m..